# Doença preexistente
Doença preexistente
A Doença preexistente é aquela que o paciente foi diagnosticado antes de contratar um seguro saúde, plano de saúde, seguro de vida ou qualquer negócio que se tenha tratado. Esta condição está ligada diretamente ao benefício contratado pela pessoa. Nos casos de planos de saúde e seguro saúde, as carências para o beneficiário deste serviço dicam estipuladas em 24 meses para internações, cirurgias e exames complexos que exijam internações. De acordo com o site Jurídico Certo, a palavra "doença preexistente" não é um conceito médico, mas sim, um conceito contratual que visa os interesses da Operadora de Planos de Sáúde. O site Planos de Saúde Regional informa que por lei grupo empresariais com trinta vidas ou mais não podem aplicar carências nem mesmo para doenças preexistentes de acordo com o  site do Procon que publicou a lei 9656/98 que regula os planos de saúde.
O paciente que contrata um seguro ou plano de saúde e é portador de uma patologia, automaticamente tem as carências de vinte e quatro meses a serem cumpridas, exceto na contratação de planos empresariais a partir de 30 vidas que são isentas de carências.
Planos sem carências são muito procurados pelos clientes, porém, não se pratica mais essa regra no mercado exceto em planos empresariais com citado acima. 